# Panduri
Il panduri (in georgiano: ფანდური) è uno strumento musicale a corda della Georgia. Viene utilizzato nella musica folk, per eseguire melodie popolari e per accompagnare ballate eroiche e serenate d'amore. Lo strumento ha un suono simile alla chitarra così come la tecnica che si usa per suonarlo.
È munito di tre o quattro corde e possiede il manico tastato, può riprodurre molte melodie, scritte anche per altri strumenti.
Raramente viene usato negli altri paesi dell'ex Unione Sovietica, ad esempio in Kazakistan viene suonato insieme alla dombra e al komuz.